# Woody Mountain Lookout Tower
La Woody Mountain Lookout Tower est une tour de guet du comté de Coconino, en Arizona, dans le sud-ouest des États-Unis. Construite en 1936, cette tour haute de 14,0 m est protégée au sein de la forêt nationale de Coconino et est par ailleurs inscrite au Registre national des lieux historiques depuis le 28 janvier 1988.